# Pfarrhof (Obergünzburg)

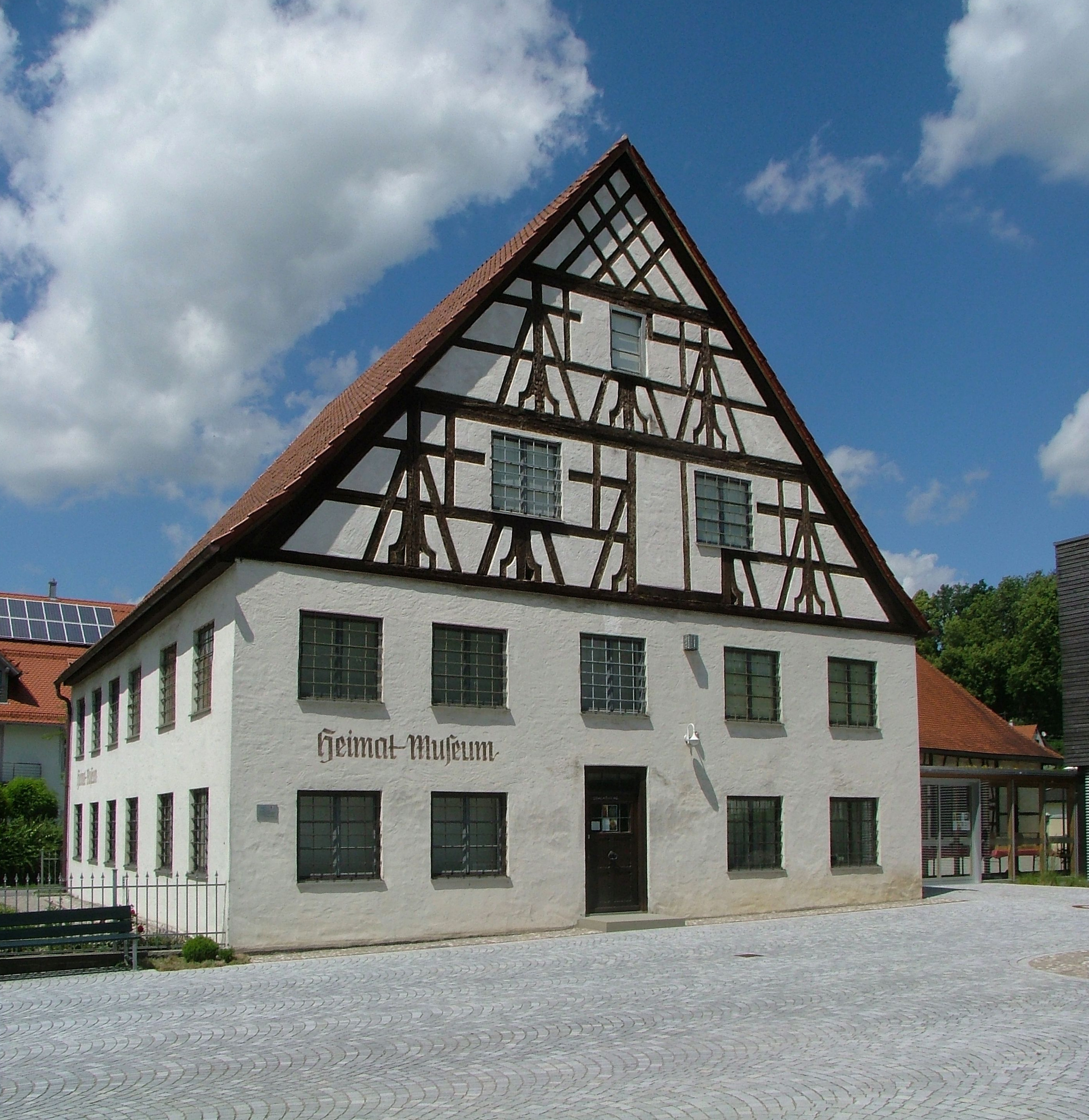
Ehemaliges Pfarrhaus in Obergünzburg

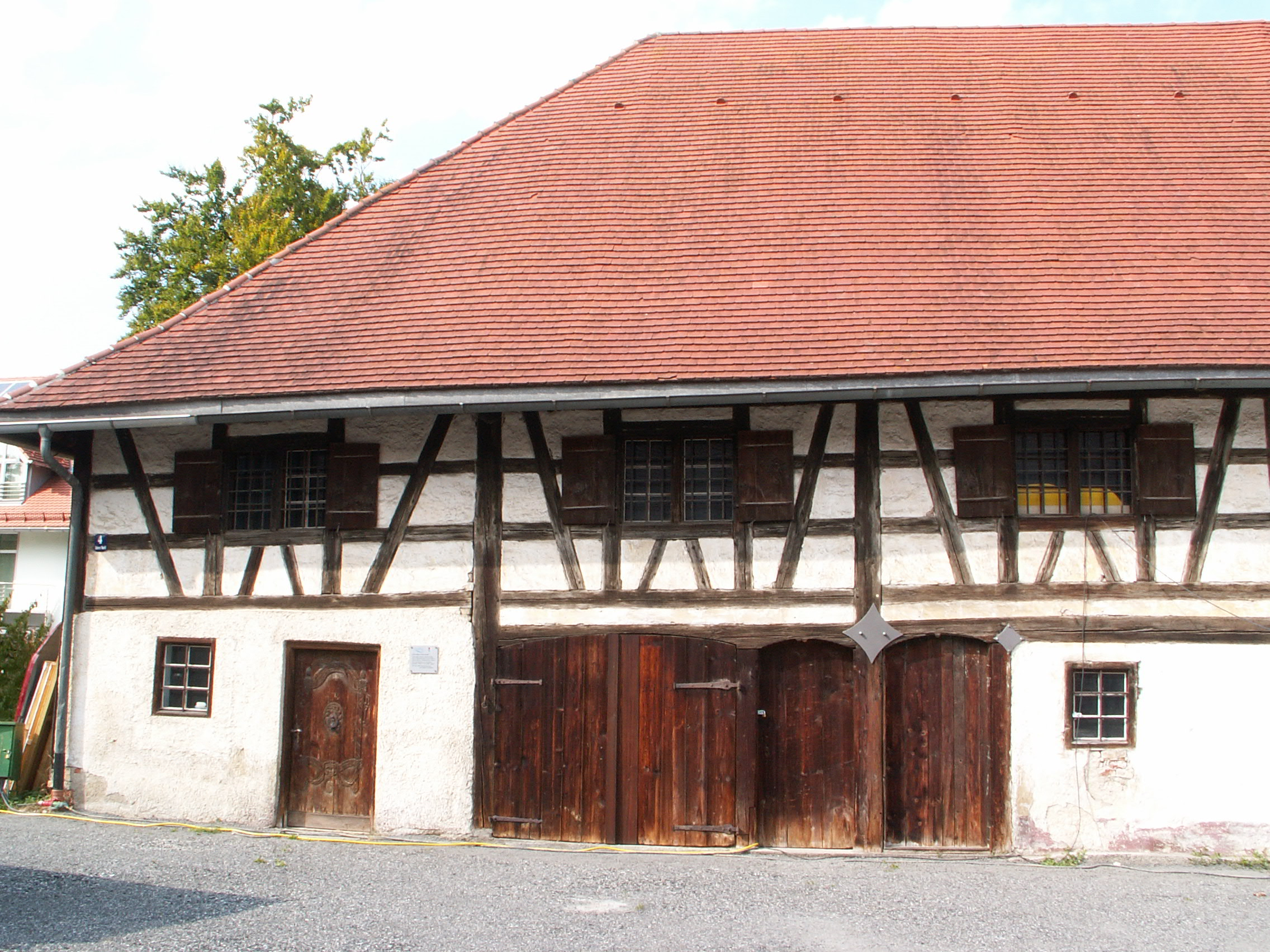
Pfarrstadel

Der Pfarrhof in Obergünzburg, einer Marktgemeinde im Landkreis Ostallgäu im bayerischen Regierungsbezirk Schwaben, wurde 1753 errichtet. Der Pfarrhof mit der Adresse Unterer Markt 2 und 4, nördlich der katholischen Pfarrkirche St. Martin, ist ein geschütztes Baudenkmal.
Das zweigeschossige Pfarrhaus mit Fachwerkgiebel besitzt fünf zu sechs Fensterachsen. Das Gebäude wird als Heimatmuseum genutzt.
Der dazugehörige Pfarrstadel ist ein Ständerbau mit Walmdach aus dem Jahr 1796.